# Hoeven (Uden)
Hoeven is een voormalige buurtschap, thans woonbuurt in Uden in de Noord-Brabantse gemeente Maashorst. De buurt is gelegen aan de Rondweg en grenst met de klok mee aan bedrijventerrein Vluchtoord en de buurten Melle, Hoevenseveld en Bitswijk. Hoeven is onderdeel van de wijk Uden-Oost.

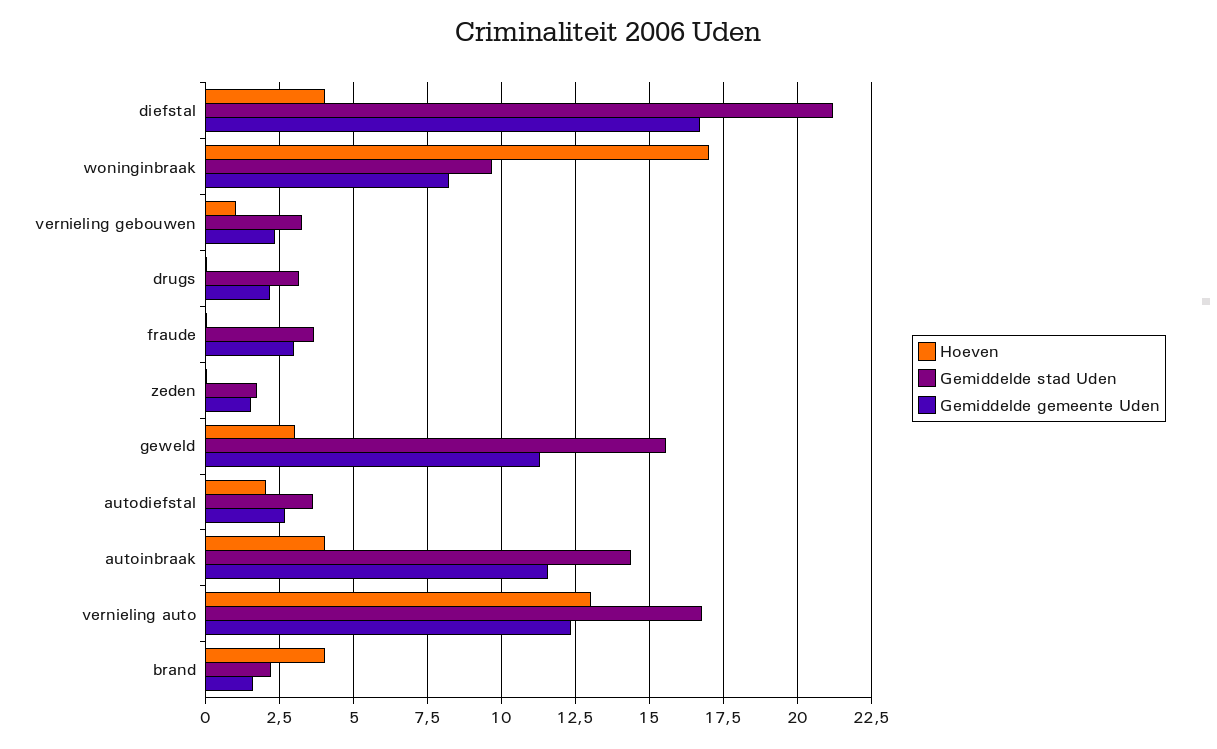
Criminaliteitsstatistiek

| Kerngegevens Hoeven    | Kerngegevens Hoeven |
| ---------------------- | ------------------- |
| Inwoners               | 2.170               |
| Jonger dan 15          | 412 (19%)           |
| Ouder dan 65           | 152 (7%)            |
| Mannen                 | 1.110               |
| Vrouwen                | 1.060               |
| Geboorten              | 20                  |
| Huishoudens            | 840                 |
| Eenpersoonshuishoudens | 168 (20%)           |
| Beroepsbevolking       | 1.606               |
| Werklozen              | 63 (3,92%)          |
| Woningen               | 912                 |
| Waarvan huurwoningen   | 150 (16,4%)         |

Wijken: Uden-Centrum · Uden-Oost · Uden-West · Uden-Zuid

Buurten: Bitswijk · Bogerd-Vijfhuis · Centrum · Eikenheuvel · Flatwijk · Hoenderbos-Velmolen · Hoeven · Hoevenseveld · Melle · Moleneind-Groenewoud · Raam · Schutveld · Sportpark Volkelseweg · Zoggel

Bedrijventerreinen: Goorkens · Hoogveld · Loopkant-Liessent · Vluchtoord      Militair terrein: Vliegbasis Volkel
Hoofdplaats: Uden      

Dorpen: Odiliapeel · Reek · Schaijk · Volkel · Zeeland 

Buurtschappen: Bedaf · Biesthoek · Brand ·  Duifhuis (Uden) · Duifhuis (Zeeland) · Eikenheuvel · Gaal · Graspeel · Heikant · Hengstheuvel · Hoefkens · Hooge Heide · Hoogveld · Hultje · Kleuter · Kooldert · Kreitsberg · Lagenheuvel · Lankes · Loo · Maatsehei · Moleneind · 't Mun · Nabbegat · Niemeskant · Oosterens · Oventje · Rakt (deels) · Rusven · Schadron · Slabroek · Strepen · Trent · Velmolen · Vloet · Voederheil · Weeg · Witte Dellen · Zevenhuis
Noord-Brabant: Steden en dorpen      Nederland: Provincies · Gemeenten